# Chrysopilus balbii
Chrysopilus balbii Santos & Amorim, 2007 è un dittero appartenente alla famiglia Rhagionidae.

## Etimologia
Il nome proprio della specie è in onore di Maria Isabel Protti de Andrade Balbi, biologa della Faculdade de Filosofia, Ciências e Letras de Ribeirão Preto, nello stato brasiliano di São Paulo.

## Caratteristiche
L'olotipo maschile rinvenuto ha lunghezza totale è di 8,8-9,5mm; la lunghezza delle ali è di 6,5-7,0mm.

## Distribuzione
La specie è stata reperita nel Brasile meridionale e sudorientale, dallo stato di Santa Catarina a quello di Rio de Janeiro; nello stato di São Paulo è stato rinvenuto l'olotipo maschile, nella Stazione Biologica Boracéia, nei pressi della città di Salesópolis.

## Tassonomia
Al 2015 non sono note sottospecie e dal 2011 non sono stati esaminati nuovi esemplari.